# Philophylla farinosa
Philophylla farinosa är en tvåvingeart som först beskrevs av Friedrich Georg Hendel 1915.  Philophylla farinosa ingår i släktet Philophylla och familjen borrflugor.
Artens utbredningsområde är Taiwan. Inga underarter finns listade i Catalogue of Life.